# Schulautonomie
Unter Schulautonomie versteht man im österreichischen Bildungssystem die Dezentralisierung von Entscheidungskompetenzen. Das heißt, Schulen können bestimmte Angelegenheiten unter Mitwirkung der Schulpartner (Lehrer, Erziehungsberechtigte, Schüler) selbst entscheiden, im Unterschied zu jenen Bereichen, deren Umsetzung auf Basis von gesetzlichen Vorgaben und Erlässen zentral vorgegeben ist. Im Rahmen dieser Freiheiten ist es Schulen unter anderem auch möglich, Schwerpunkte zu setzen und sich von anderen Schulen abzuheben. Damit verbunden ist aber auch der Anspruch von Bildungspolitik und -verwaltung, dass die Schulentwicklung hauptsächlich der Einzelschule obliegt.

## Geschichte
Nach Jahren der Stagnation und einer strengen Regelung der Entscheidungsspielräume mehrte sich die Kritik an der Effizienz der zentralistischen Steuerung. Der Begriff „Schulautonomie“ wurde erstmals in einer Pressekonferenz des Wiener Stadtschulrats im Jahr 1988 verwendet, womit österreichweit die Diskussion über regionale und länderspezifischer Lösungsvorschläge für die sich immer weiter zuspitzende Problematik an Hauptschulen breit eröffnet wurde. Diskutiert wurden wettbewerbsorientierte Ansätze im Bildungswesen oder die Ermöglichung von pädagogischen Initiativen aus dem Lehrkörper heraus sowie eine Zurückdrängung von parteipolitischen oder bürokratischen Vorgaben, die letztlich in der 14. Novelle des Schulorganisationsgesetzes (SchOG; BGBl. Nr. 323/1993) Berücksichtigung fanden.
Im Laufe der 2000er- und 2010er-Jahren ermöglichte die Schulautonomie primär eine schulische Lehrplanautonomie innerhalb von Rahmenvorgaben, wodurch Schulen ausgehend von ministeriellen Vorgaben die Stundenzahlen für Unterrichtsfächer verändern und neue Pflichtgegenstände, unverbindliche Übungen oder Freigegenstände einführen können, wodurch zahlreiche Schulen mit besonderem Bildungsschwerpunkt entstanden.
Mit der Bildungsreform 2017 (Bildungsreformgesetz BGBl I 138/2017) wurde die Schulautonomie weiter gestärkt (Autonomiepaket). Zentrales Anliegen ist, dass der Bund primär die Bildungsstandards und Zielvorgaben der standardisierten Reife- und Diplomprüfung (Zentralmatura) definiert, und die Schulen große Freiräume haben, diese zu erreichen. Dabei wird mehr Fokus auf Qualitätsmanagement gelegt. Unter anderem wurden auch viele Schulversuche in dieses Werkzeug übergeführt, die Autonomie umfasst seither aber zahlreiche Aspekte der Schulorganisation.
Seit 1. Jänner 2019 werden die gesamten Schulverwaltungen von Bildungsdirektionen organisiert.

## Ausformung
Folgende Bereiche und Methoden werden für die Autonomie der Schule genannt:
- Unterrichtsorganisation:
  - Nutzung der flexibilisierten Unterrichtszeit (Stundenblockungen, Öffnung der 50 Minuten Einheiten)
  - Liberal festgelegte Öffnungszeiten (Vorverlegung des Unterrichtsbeginnes)
  - Bildung von Gruppen nach inhaltlichen und fachlichen Gesichtspunkten (Kurssystem: klassen-, jahrgangs-, fächerübergreifend, fächerverbindend, projektorientiert)
- Organisationsentwicklung:
  - Erarbeitung eines pädagogischen Konzepts (Evaluation und Standortbestimmung, Ableitung von Zielen, Gestaltung der Unterrichtsorganisation …)
  - Professionelle Kommunikation (Abstimmung aller Pädagogen einer Klasse oder in Fächern, mit den Schulpartnern und anderen Akteuren)
  - Nutzenstiftende Kooperation  z. B. mit (über)regionalen oder internationalen (außer)schulischen Partnern
- Personalauswahl und -entwicklung:
  - Professionelle Personalauswahlverfahren (Ausschreibungen, strukturierte Auswahlgespräche, geplante Induktionsphase)
  - Gelebte Personalentwicklung an Schulen (Entwicklungsgespräche, Unterrichtsplanung entlang von Stärken und Potenzialen der Lehrkräfte)
  - Fortbildung als Personalentwicklungsinstrument (Gezielte Bedarfsmeldungen direkt an PHs zur Organisation maßgeschneiderter Kurse & Workshops)
- Individualisierte Unterrichtsentwicklung:
  - Einsatz von Diagnoseinstrumenten (Sprachkompetenzdiagnose, Lernfortschrittsgespräche, u. a. m.)
  - Einsatz erweiterter Unterrichtsformen (Projektunterricht, offene Lernformen, Freiarbeit, Technologieeinsatz, Peer-Learning, vernetzte aufeinander abgestimmte Inhalte)
  - Kompetenzorientierte Leistungsbeurteilung (alternative Leistungsbeschreibung, u. a. m.)